# Roberto Cabañas
Roberto Cabañas (11. dubna 1961 Pilar – 9. ledna 2017 Asunción) byl paraguayský fotbalista, útočník. Zemřel 9. ledna 2017 ve věku 55 let na infarkt myokardu.

## Fotbalová kariéra
Hrál v paraguayské lize za Cerro Porteño, v severoamerické NASL za New York Cosmos, v Kolumbii za tým América de Cali, ve Francii za Stade Brestois a Olympique Lyon, v Argentině za CA Boca Juniors‎, v Ekvádoru za Barcelonu Guayaquil, v Paraguayi za Club Libertad a v Kolumbii za Independiente Medellín a Real Cartagena. Mistrovský titul získal v letech 1982 a 1984 s New York Cosmos, v letech 1985 a 1986 s Américou de Cali a v roce 1993 s Bocou Juniors. Za reprezentaci Paraguaye nastoupil v letech 1979–1993 ve 28 utkáních a dal 11 gólů. Byl členem paraguayské reprezentace na Mistrovství světa ve fotbale 1986, nastoupil v 7 utkáních a dal 2 góly. V jihoamerickém Poháru osvoboditelů nastoupil ve 46 utkáních a dal 12 gólů.